# Chiesa di Sant'Ambrogio (Cuneo)
La chiesa di Sant'Ambrogio è una chiesa di Cuneo. Inoltre, è sede di una parrocchia compresa nella zona pastorale di Cuneo Città.

## Storia
La chiesa di Sant'Ambrogio nacque quando la lega lombarda venne a ricostruire Cuneo nel 1230, per farne la capitale del nuovo movimento guelfo in Piemonte. Cuneo era stata distrutta nel 1210 dai ghibellini; nel 1230 vennero ricostruite Cuneo e Moncalieri. Un gruppo di milanesi si stanzia a Cuneo chiamandola "Campus Mediolanensium". La chiesa di Sant'Ambrogio era stata eretta all'estrema punta di piazza Torino; La chiesa e la canonica erano quindi costruite sulle mura. Emanuele Filiberto fece costruire in piazza Torino la cittadella di Cuneo e quindi la chiesa andò in rovina. Nel 1583 incominciarono i lavori di ricostruzione della chiesa che verrà consacrata nel 1599,la chiesa era molto piccola per questo verso la fine del Seicento si pensa all'erezione di una nuova chiesa. Il 20 luglio 1703 incominciò la costruzione della casa parrocchiale, nel 1736 venne costruita la cupola, nel 1743 il vescovo di Mondovì, Carlo Felice di Sammartino, consacra la chiesa. Nel 1756 viene decorata, nel 1828 viene ampliato il coro.

## Descrizione
La chiesa di Sant'Ambrogio segue una pianta a croce greca da cui derivano volte a botte e a cono. Sulle pareti della chiesa le decorazioni incorniciano altari ed icone, si movimenta nel presbiterio con sfondi dorati, si amplia sull'abside sfoggiando tutta la sua prestigiosa cupola dove il pittore ha dipinto sant'Ambrogio raggiante della celestiale visione fra teorie di angeli riddanti. Su tutta la volta un intrecciarsi di ghirlande floreali. L'altare maggiore, prezioso di marmi, è in contrasto con le linee barocche dell'edificio. L'altare del crocifisso su grandiosa ancona neoclassica, con marmi scuri, spicca un crocifisso ed una tela del Sacro Cuore. Gli altari minori con le icone incorniciate da ricchi stucchi settecenteschi rappresentano angoli di raccolta preghiera. Gli altari sono dedicati a  sant'Omobono, san Bartolomeo, sant'Anna e l'ultimo alla Madonna bambina presentata al Tempio.